# María de Jesús de Tomelín y del Campo
La Venerable Madre María de Jesús de Tomelín y del Campo O.I.C. (Puebla de los Ángeles, Nueva España, 21 de febrero de 1579 - Puebla de los Ángeles, Nueva España, 11 de junio de 1637) fue una monja novohispana concepcionista en el Convento de la Inmaculada Concepción en la Ciudad de Puebla de los Ángeles, taumaturga, mística y mujer de virtudes heroicas, ha sido aclamada popularmente como "El Lirio de Puebla"

## Infancia y juventud
Nacida un 21 de febrero de 1579, hija legítima de don Sebastián de Tomelín,  nacido en Valladolid, España, quien era dueño de obrajes y haciendas, con las que hizo una buena fortuna; e hija de Francisca del Campo, una criolla nacida en la México, quien desde su embarazo la consagró a la Virgen del Rosario.
Fue bautizada a los 4 días de nacida, el día 25 de febrero  por Tomás Ruiz, en la Parroquia de la Iglesia Catedral, y su padrino fue Alfonso de la Huerta.
Se cuenta que desde su niñez vivió en un mundo místico. Sus biógrafos relatan que recibía la visita de las Almas del Purgatorio; la Virgen María le ofrecía al Niño Jesús y recibía también ayuda de Ángeles guardianes.
Francisco Pardo cuenta que María de Jesús, a la edad de cinco años, vio en una noche a cierto tío suyo difunto, el cual le pidió que le dijera a su padre que le ayudara a salir del Purgatorio dedicándole unas  misas a su alma, por lo que el padre dijo a su hija: "Hazle estas y estas preguntas a tu tío cuando lo veas", las cuales hizo esta criatura admirable, y salió de ellas tan cierta la noticia de la verdad del caso, que dichas las misas, se alivió aquella alma y se engrandeció esta niña.
Su infancia está llena de inocentes anécdotas y prematura vocación que era alimentada por su madre; es probable que sus virtudes hayan sido exageradas por sus biógrafos del siglo XVII, quienes dicen que a los 6 años, inspirada en la vida de San Juan Bautista, fue a una cueva con su hermano donde permaneció casi una semana hasta que su angustiado padre la encontró.
En el libro "El Lirio de Puebla", su autor, Enrique Gómez Haro, relata otra anécdota de su infancia:
"Presentóse una vez a la niña un mendigo tan necesitado, que le hizo llorar mucho, no sólo por compadecerse de su miseria, sino porque no podía remediarla; acudió a la Santísima Virgen, rogándole que la socorriese para auxiliar a aquel pobre, y, al comenzar su oración, cayó de la bendita Imagen una moneda de dos reales, que, con el mayor júbilo, entregó al pordiosero. Vio este prodigio una hermanita de nuestra Venerable, a la que previno que lo tuviese oculto, como lo hizo durante largos años".

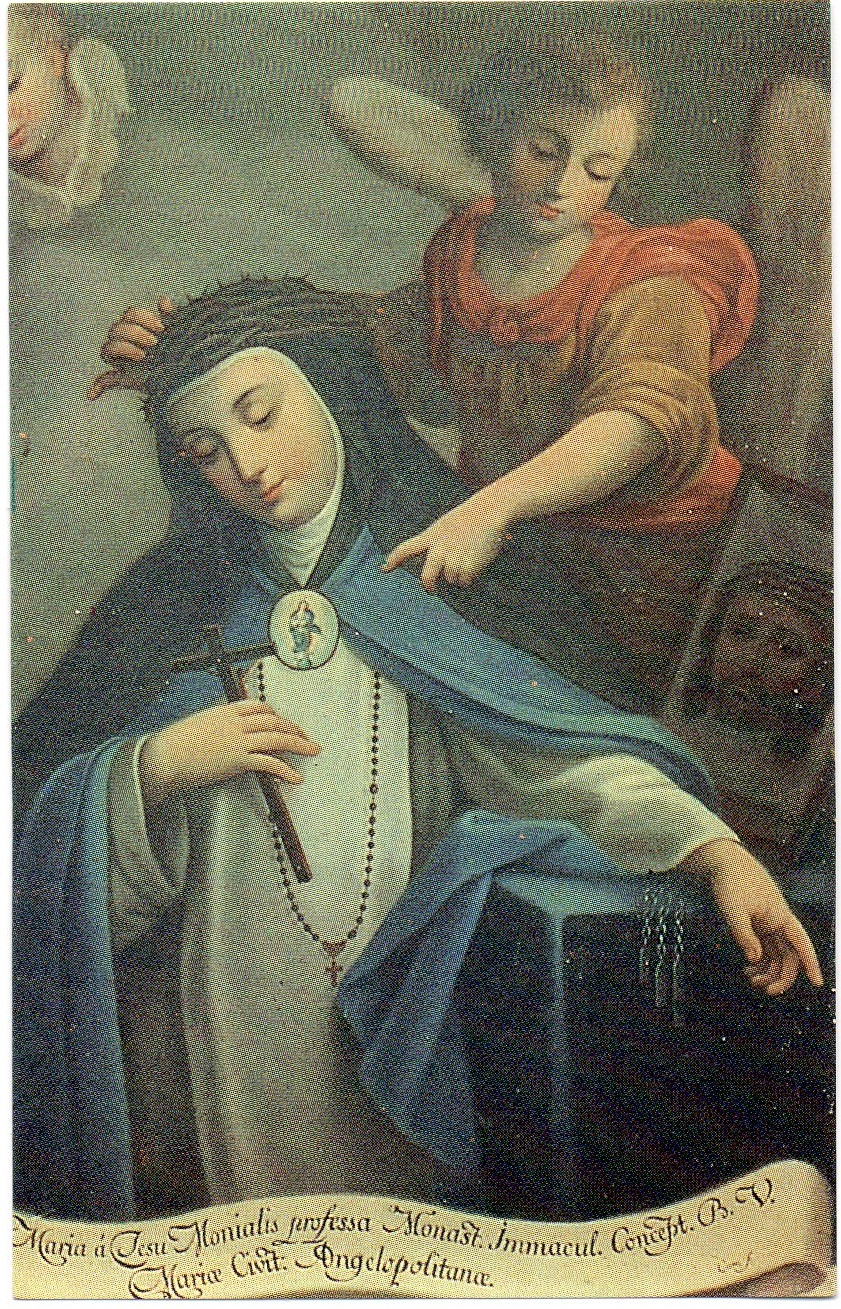
V.M. Mª de Jesús de Tomelín

María de Jesús pasaba horas en el oratorio familiar. Se dice que veía a la Virgen María. Don Sebastián, su padre, escéptico y de carácter arrebatado, responsabilizó a su esposa de la despreocupada actitud de la niña para las cosas del mundo, pues como era costumbre, las mujeres se casaban muy jóvenes y él quería entregarla en matrimonio, bajo la constante presión de su padre, caía enferma al grado de desahuciarla los médicos.
María de Jesús se enfermaba cada vez que su padre hablaba de la boda. Al parecer, don Sebastián de Tomelín presionaba mucho a su hija para casarse con un caballero rico y poseedor de un mayorazgo. Se dice que en una ocasión su padre sacó un puñal y lo arrojó sobre su hija, inexplicablemente la dirección de la daga fue a parar sobre un armario, originando una abertura similar a la que quería hacer en el corazón de María de Jesús
A raíz del acontecimiento Doña Francisca del Campo de Tomelín trata el asunto por correspondencia con la Madre Abadesa de las Monjas Concepcionistas y con el Obispo, los cuales decidieron que en la oportunidad más próxima, la Venerable ingresaría al Convento de la Inmaculada Concepción.

## Consagración y profesión solemne
Al final, el padre no pudo impedir que su hija abrazara el estado religioso. Un día de mayo de 1598, cuando se dirigía al templo de Nuestra Señora del Carmen, acompañada por su madre y su hermano, al pasar por el Convento de La Concepción, se detuvo diciendo que quería entrar a pedir un poco de agua. Logró entrar para nunca salir ya de aquella su anhelada clausura.
El 17 de mayo de 1599 hizo su profesión solemne, a los 19 años, María de Jesús de Tomelín tomó los hábitos de la "Limpia y Pura Concepción de María Santísima", y pasó larga temporada de discernimiento en la que pidió permiso a la Maestra de Novicias para hacer penitencias de sangre; enfrentó duras pruebas de fe por lo que el Obispo de Puebla, Diego Romano, pidió a un sacerdote que cuidara la conducta de la aspirante.
Al tener la edad canónica, su comunidad pensó en elegirla como Abadesa, pero esto le ocasionó muchas envidias de sus compañeras. Existen testimonios de que Dios hacía prodigios por mediación suya y le atribuyen dones de bilocación, clarividencia y profecía. Eran muy frecuentes en ella los éxtasis, que se hicieron públicos en la comunidad, cuyas monjas la vieron muchas veces elevada en el aire. Algunas compañeras decían que "tales milagros eran hechicerías" y la llamaron embustera.
La Madre María de Jesús  contaba con los servicios de una esclava asiática, llamada Isabel, quien era grosera con ella, pero lejos de despedirla, actuó con tolerancia y humildad, debido a que su "Esposo Amado" le pidió que ejerciera de esa manera su paciencia.
En el Convento de la Concepción, la Madre María de Jesús se destacaba por virtudes como la paciencia, ya que cuando otras monjas la calumniaban y acusaban de hipócrita, embustera, ilusa, santera, alumbrada y hechicera, mostraba una gran humildad y espíritu caritativo, como señalan algunos de sus biógrafos, puesto que toda la comida que le regalaban, por ejemplo, se las daba a las enfermas.
Sobre el don de profecía, Sor Agustina de Santa Teresa escribió que Sor María de Jesús profetizó su propia muerte y también predijo, que después de su muerte, seguiría la del Obispo de Puebla Gutierre Bernardo de Quiroz y en su lugar llegaría un pastor santo, aunque en esos momentos todavía no estuviera ordenado como sacerdote, su gobierno será santo pero padecerá muchos trabajos, es decir, Juan de Palafox y Mendoza.
La hidropesía dañó la salud de Sor María de Jesús y muere en olor a santidad, en la fiesta del Santísimo Sacramento a los 58 años de edad, 3 meses y 21 días cuando el reloj daba las 3 de la tarde y las campanas del monasterio tocaban.

## De como se escribió su biografía
En cuanto a la capacidad de penetrar las conciencias, se cuenta que fue capaz de descubrir a su compañera de celda, sor Agustina de Santa Teresa, quien recopilaba información sobre todos sus actos, por órdenes del Obispo de Puebla Alonso Mota ya que se había percatado, junto con el confesor de Sor María de Jesús, el padre jesuita Miguel Godínez, de las virtudes de esta monja iluminada.
El padre Godínez fue un especialista para distinguir monjas iluminadas. La catalogaba a la altura de otros místicos maestros y al respecto decía:
"Yo por espacio de más de treinta años traté muchas almas muy perfectas en la oración: pero esta santa mujer fue de las más perfectas que hallé en materia de oración".

## Causa de beatificación

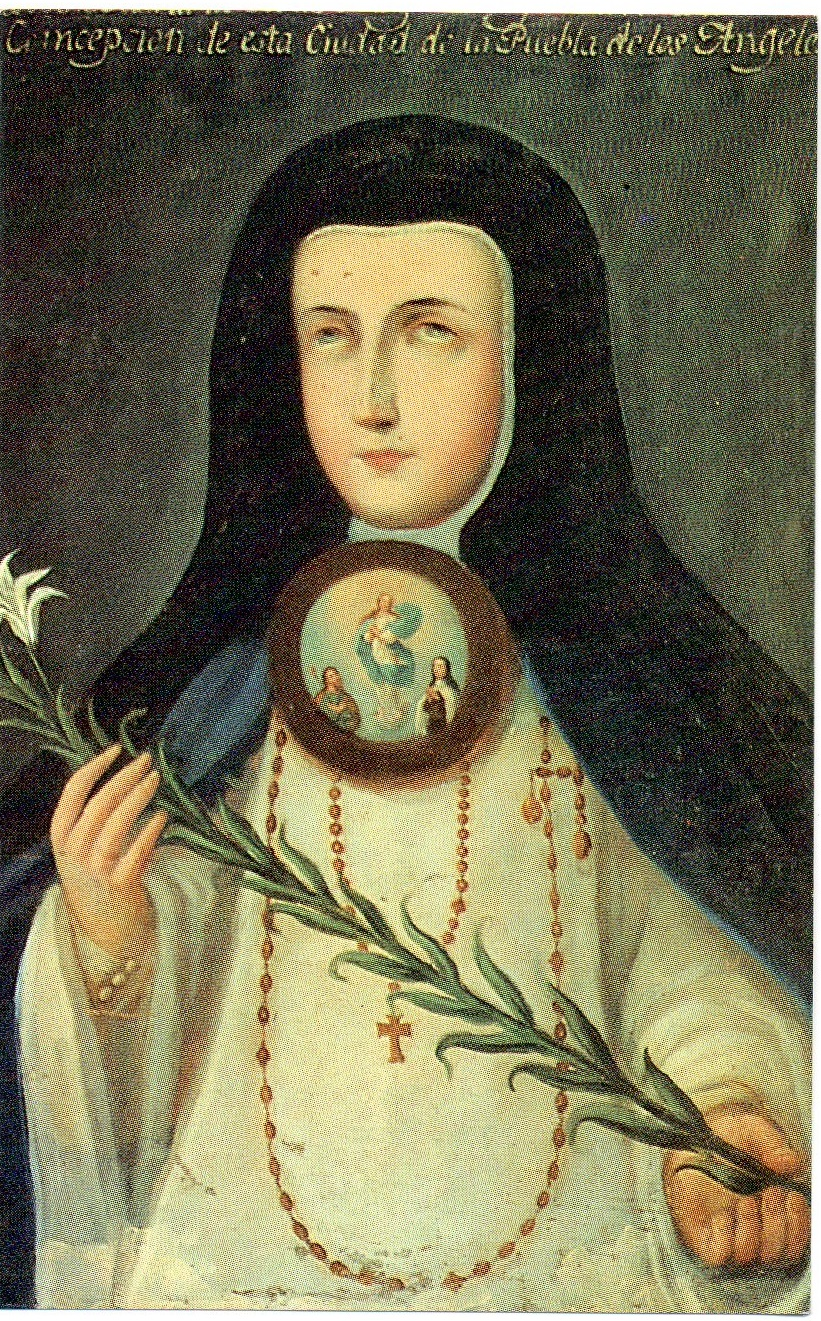
Sor María de Jesús de Tomelín “El Lirio de Puebla”

La causa de beatificación la quería introducir el obispo de Puebla Juan de Palafox y Mendoza, pero fue su sucesor, Diego Osorio de Escobar y Llamas, quien ordenó el proceso informativo en 1661 y lo envió al papa Clemente X, quien nombró ponente de la causa al cardenal Gaspare Carpegna.
La Madre María de Jesús realizó once milagros de sanación en vida y numerosos milagros después de muerta.[cita requerida]
Se dice que una vez muerta comenzó a expeler su cadáver un aromático sudor, el cual fue recogido por las monjas que emplearon toallas y telas para conservar dicho líquido bendito. Al pasar el tiempo y cuando se abrió por primera vez su fosa, en el año de 1685, para verificar su santidad, persistía su aroma a pesar de que su cuerpo comenzaba a diluirse.
Algunas monjas tomaron tierra del sepulcro, con lo que se realizaron otros 29 milagros con la aplicación de esta tierra. Francisco Pardo cuenta que una monja utilizó dicha tierra, mezclada con barro del santuario de San Miguel del Milagro, para curarse un tumor.
Así también, con la aplicación de sus reliquias se realizaron diez milagros. Un par de ellos se hicieron con un pedazo de su velo, gracias al cual se apagó un incendio en una de las celdas y muchas mujeres se salvaron en otra ocasión de una epidemia.
El 21 de julio de 1785, el papa Pío VI reconoció las virtudes de la Venerable Sor María de Jesús de Tomelín del Campo, iniciando así el examen de los tres milagros que entonces se pedían.
El proceso se detuvo y fue reactivado en el siglo XX por Sor Angélica de Jesús Eva Lagos O.I.C y fray Jerónimo Verduzco O.F.M,  después de una larga labor, el proceso se ve detenido por la muerte del vicepostulador Fray Jerónimo Verduzco y más tarde el de la secretaria, la Madre Angélica de Jesús.
En el año de 2021 se retoma la Causa de Beatificación de la Venerable Madre con una comisión conformada por el vicepostulador franciscano y la madre presidenta federal.

## Oraciones para su beatificación

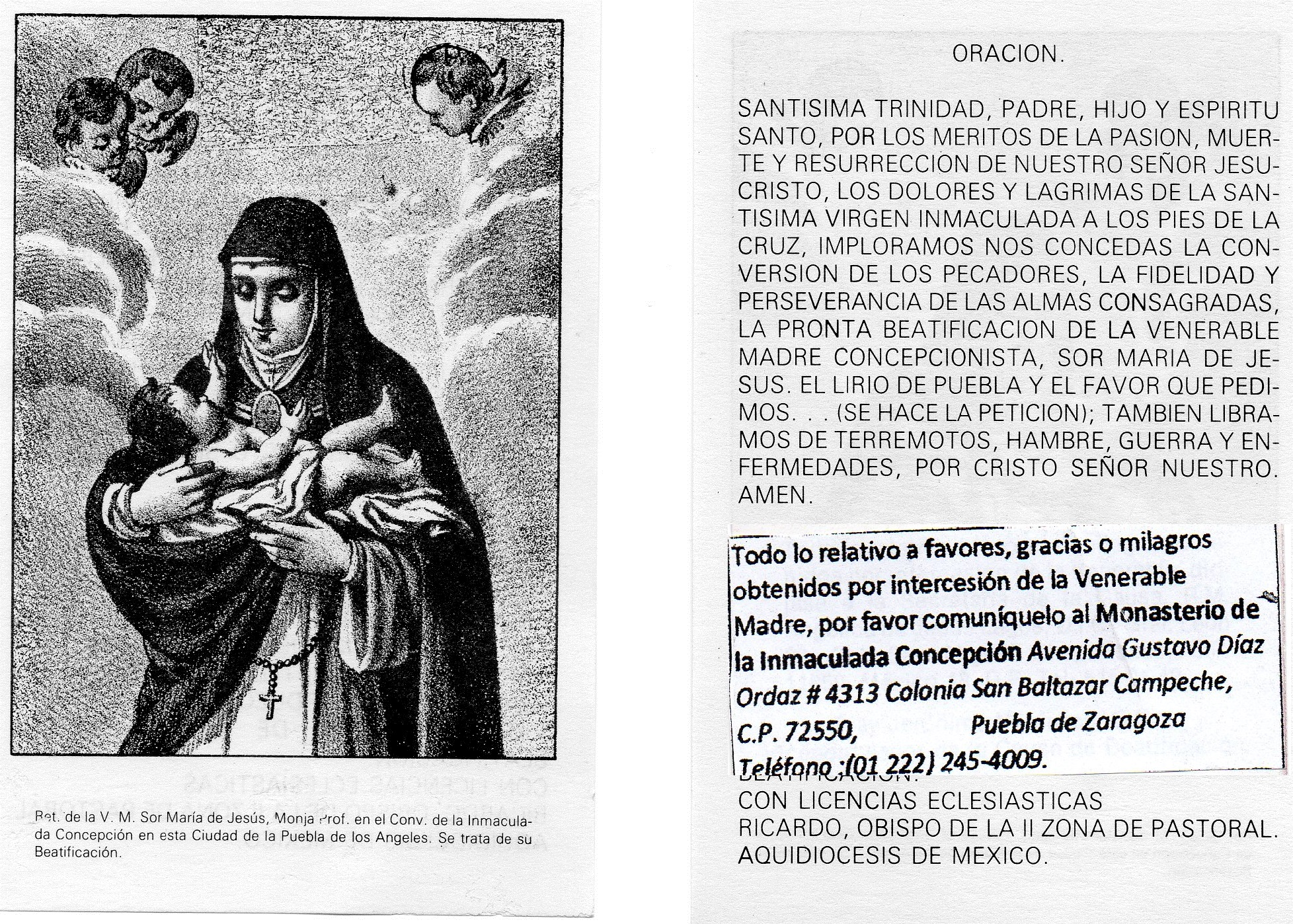
Retrato de la Venerable Madre Sor María de Jesús, Monja Profesa en el Convento de la Inmaculada Concepción en esta Ciudad de la Puebla de los Ángeles. Se trata de Su Beatificación

Señor mío, dulcísimo Jesús, que nos habéis amado hasta sufrir por nosotros los tormentos atroces de vuestra santísima pasión, no permitáis que, vuestros méritos infinitos sean inútiles para los pueblos, que se pierden, porque os olvidan por seguir los placeres, que les brinda el mundo, el demonio y la carne; sino antes bien, avivad en los buenos el espíritu de fe, atraed a los pecadores por las dulzuras de vuestros beneficios y haced que imitemos la pureza y penitencia de vuestra venerable Sor María de Jesús, cuya beatificación, os rogamos que sea declarada por la Santa Iglesia, en consideración de los méritos de vuestra Sierva y por los infinitos de vuestra Sangre Santísima. -Amén-
Padre Nuestro, Ave María y Gloria al Padre
† Enrique Sánchez y Paredes, Arzobispo de Puebla †

Santísima Trinidad, Padre Hijo y Espíritu Santo, por los méritos de la pasión, muerte y resurrección de Nuestro Señor Jesucristo, los dolores y lágrimas de la Santísima Viren Inmaculada a los pies de la cruz, imploramos nos concedas la conversión de los pecadores, la fidelidad y perseverancia de las almas consagradas, la pronta beatificación de la Venerable Madre Concepcionista, SOR MARÍA DE JESÚS, y el favor que pedimos... (se hace la petición); también líbranos de terremotos, hambre, guerra y enfermedades, por Cristo Señor Nuestro. Amén
✝ Ricardo Watty Urquidi, Obispo de la II Zona Pastoral de la Arquidiócesis de México ✝
De conformidad con los decretos del Papa Urbano VIII, declaramos que en nada se pretende prevenir el juicio de la Autoridad eclesiástica, y que esta oración no tiene finalidad alguna de culto público.

## Reliquias

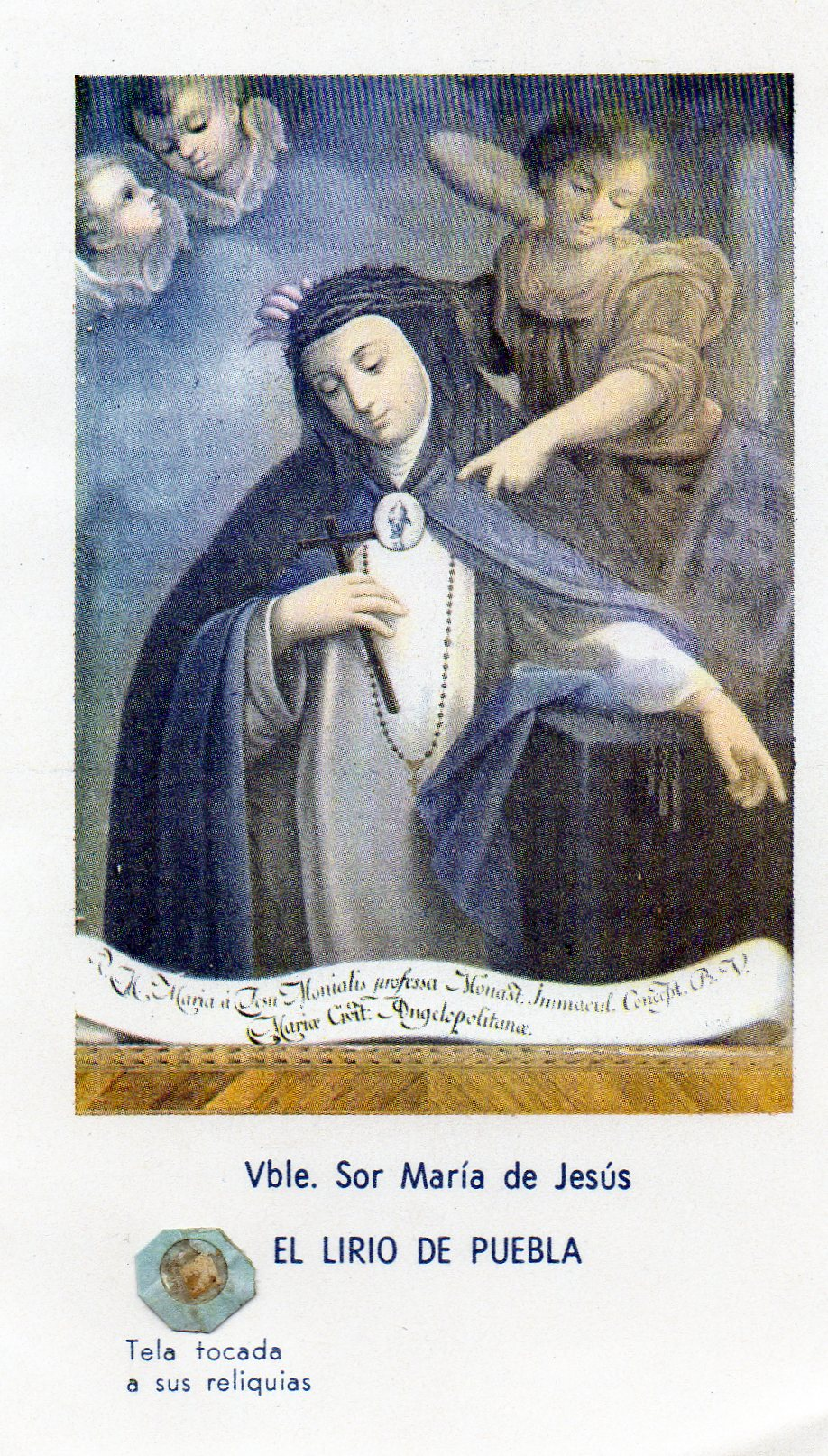
Imagen de una estampa con un pedazo de tela tocada a sus reliquias

La urna donde se guardan los restos de la Venerable Sor María de Jesús, El Lirio de Puebla, se encuentra en la capilla del Monasterio de la Inmaculada Concepción de la Ciudad de Puebla de los Ángeles
- Datos: Q16601545
- Multimedia: María de Jesús Tomellín / Q16601545